# Baby Theresia Huwae
Baby Constance Irene Theresia Huwae (n. 22 de noviembre de 1939 - f. 5 de junio de 1989), fue una actriz y cantante indonesia. Nació en Róterdam, Países Bajos, y se trasladó a Indonesia en la década de 1950, país de donde eran originarios sus padres y cuando era todavía una colonia holandesa. Allí inició su carrera artística y 1958 debutó como actriz en su primera película Asrama Dara,. Esta aparición le valió fama y popularidad dentro de la industria cinematográfica. En los años 1960 incursionó también en el modelaje después de contraer matrimonio. En la siguiente década trabajó como vidente o lectura de cartomancias.

## Filmografía
Durante sus primeros tres años de actuación, Huwae participó en siete películas. Después de un largo paréntesis, volvió a trabajar, esta vez en Tiada Maaf Bagimu (There is No Forgiveness for You), producción de 1971.
- Djuara Sepatu Roda (1958)
- Asrama Dara (1958)
- Gembira Ria (1959)
- Serba Salah (1959)
- Tiga Mawar (1959)
- Amor dan Humor (1961)
- Tiada Maaf Bagimu (1971)

## Vida personal
En la década de 1960, Huwae se convirtió del catolicismo al islam, y más tarde viajó con Dewi Sukarno, la esposa del presidente Sukarno para la peregrinación islámica.